# Lodewijk Hendrik Nicolaas Bosch van Rosenthal

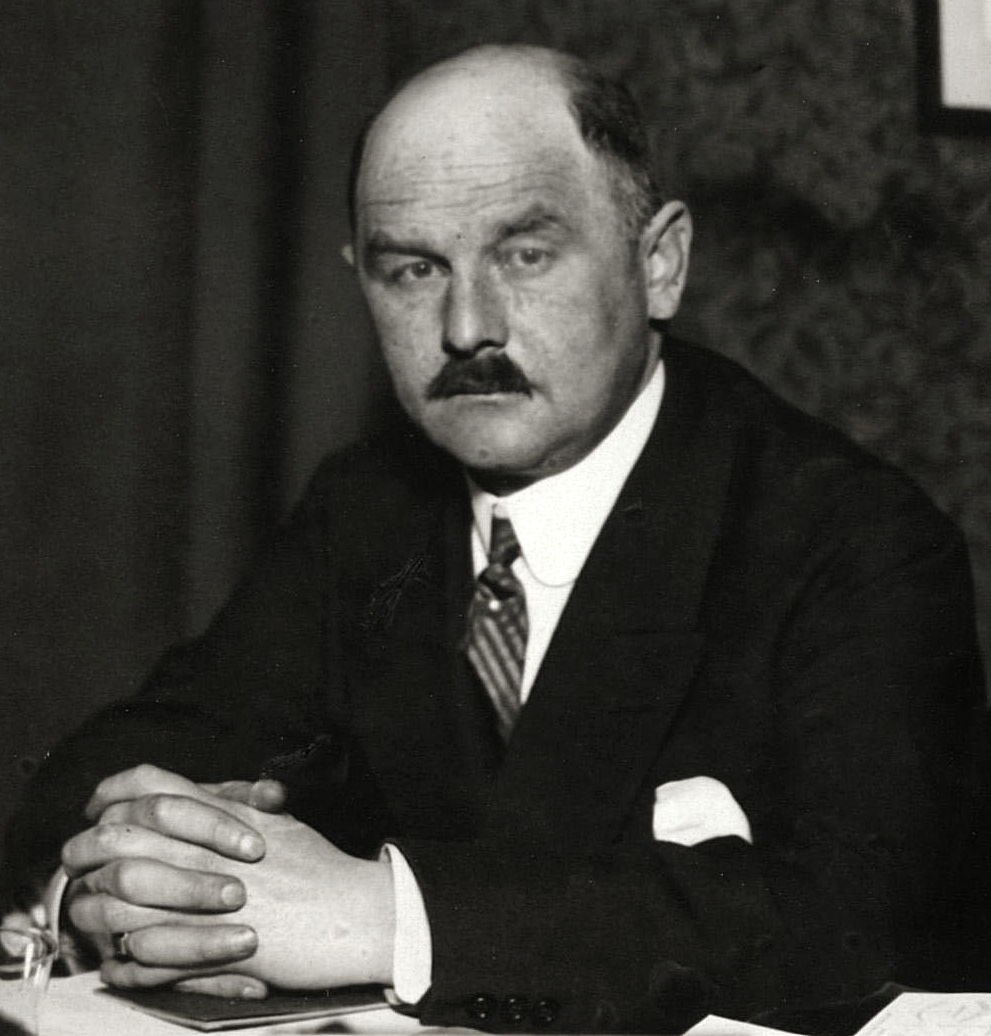
Lodewijk Hendrik Nicolaas Bosch van Rosenthal (1930)

Lodewijk Hendrik Nicolaas Frederik Marie Ritter Bosch van Rosenthal (* 7. April 1884 in Dordrecht; † 30. Januar 1953 in Zeist) war ein niederländischer Jurist und Politiker. Während der deutschen Besetzung der Niederlande von 1940 bis 1945 unterstützte er aktiv den Widerstand.

## Biographie
Lodewijk Hendrik Nicolaas Bosch van Rosenthal entstammte einer adligen, vermögenden Familie, die bis zum 19. Jahrhundert dem preußischen Adel angehörte. Nach seinem Schulabschluss studierte er Jura an den Universitäten in Leiden und Utrecht und schloss das Studium mit der Promotion ab. Anschließend arbeitete er zunächst als Anwalt und bekleidete in der Folge verschiedene öffentliche Positionen: So war er Mitglied des Gemeinderates von Zutphen (1915–1917), Bürgermeister von Brummen (1917–1924) sowie von Groningen (1928–1930) und von Den Haag (1930–1934). Von 1934 bis 1941 amtierte er als königlicher Kommissar der Provinz Utrecht. Ab 1928 war er Mitglied der Christelijk-Historische Unie (CHU).
Nach der Kapitulation der Niederlande im Mai 1940 blieben viele niederländische Beamte im Amt und führten die Anweisungen der deutschen Besatzer ohne Widerstand aus. Bosch van Rosenthal jedoch weigerte sich, jüdische Beamte aus dem Dienst zu entfernen, was zu seiner eigenen Entlassung im Februar 1941 führte. Deutschen verweigerte er grundsätzlich den Handschlag; bei einem Besuch des deutschen Reichskommissars für die Niederlande, Arthur Seyß-Inquart, in Utrecht wechselte er mit diesem kaum ein Wort. Als zudem die Grebbe-Kommission, der er angehörte und die die Opfer der deutschen Invasion unterstützte, verboten wurde, ging er in den Untergrund. Er wurde Berater und Netzwerker im Widerstand, insbesondere für die Parool-Gruppe. Auch sein Bruder Edzard Jacob Bosch van Rosenthal (1892–1945) war im Widerstand aktiv; er kam im Februar 1945 unter ungeklärten Umständen ums Leben.
Gegen Kriegsende beschäftigte Bosch von Rosenthal auf dem Hintergrund von Streitigkeiten zwischen den verschiedenen Widerstandsgruppen die Frage, wer nach dem Ende der Besatzung die Macht in den Niederlanden haben würde. Ehemalige Offiziere des niederländischen Militärs hatten den Ordedienst (OD) ins Leben gerufen, dem linke Widerstandsgruppen wie Vrij Nederland mit Skepsis gegenüberstanden. Bosch übernahm die Rolle eines Verbindungsmannes zwischen den verschiedenen Gruppen.
Von August 1944 bis Mai 1945 war Bosch van Rosenthal Vorsitzender des College van Vertrouwensmannen, eines von der niederländischen Exilregierung in London benannten Interimskabinett, das im Falle der Befreiung diese bis zu deren Rückkehr vertreten sollte. Ihm wurde eine zentrale politische Rolle in den künftigen Niederlanden zugetraut. Er hatte Visionen zur politischen Neugestaltung der Niederlande nach Kriegsende, die in die Broschüre der CHU De politieke en maatschappelijke opbouw van Nederland einflossen, die im Juni 1944 mit einer Auflage von 10.000 Exemplaren illegal verteilt wurde. In seiner Schrift sprach er sich unter anderem dafür aus, die Versäulung der Gesellschaft abzumildern, nationalsozialistische und kommunistische Parteien zu verbieten, das Parlament nur zweimal im Jahr tagen zu lassen und dem Ministerpräsidenten mehr Macht zukommen zu lassen sowie für eine antikapitalistische Wirtschaftspolitik, nach der weniger Steuern auf Arbeit, hingegen mehr auf Vermögen erhoben werden sollten.
Bosch van Rosenthal war derjenige, der am 5. Mai 1945 vom Balkon des Rathauses von Den Haag die Befreiung von der deutschen Besatzung proklamierte. Er hoffte, wegen seiner Rolle im Widerstand Teile dieser Ideen umsetzen zu können. Dieser Wunsch und seine Ideen zur Neugestaltung der Niederlande passten indes nicht zu den Vorstellungen der Regierung. Königin Wilhelmina, die damals großen politischen Einfluss ausübte, war Teilen seiner Ideen gegenüber aufgeschlossen und befürwortete einen besonderen Einfluss der Angehörigen des Widerstands bei deren Umsetzung. Aber sie hegte eine persönliche Antipathie gegen Bosch van Rosenthal, da sie ihn für einen „sehr ehrgeizigen Mann“ hielt und ihm deshalb misstraute. Während der Kabinettsbildung weigerte sie sich, ihn offiziell zu empfangen, und verhinderte so erfolgreich, dass er ein wichtiges politisches Amt in den Nachkriegs-Niederlanden erhielt. Dies kränkte den herzkranken Rosenthal so sehr, dass er im Dezember 1945 einen Nervenzusammenbruch erlitt.
Am 6. Mai 1945 wurde Lodewijk Hendrik Nicolaas Bosch van Rosenthal wieder als königlicher Kommissar in Utrecht eingesetzt, konnte dieses Amt jedoch wegen seines Zusammenbruches ab Dezember 1945 nicht mehr aktiv ausüben. Von August 1945 bis zu seinem Tod war er Mitglied des Raad van State.

## Ehrungen
- 1929 Ritter im Orden vom Niederländischen Löwen
- 1946 Großoffizier im Orden von Oranien-Nassau
- 1948 King’s Medal for Courage in the Cause of Freedom[9]